# Nagyrada
Nagyrada est un village et une commune du comitat de Zala en Hongrie.

## Géographie

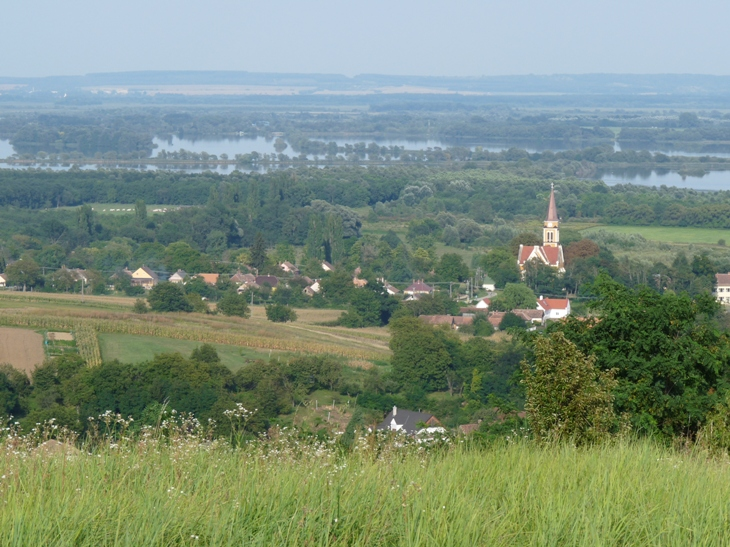

Le village est situé dans le comté de Zala en bordure ouest du lac "petit Balaton"(kis Balaton). A 25 km au nord de Nagykanizsa, à une distance de 50 km au sud de Zalaegerszeg, le siège du comté et à seulement 10 km de la station thermale de Zalakaros. La gare ferroviaire la plus proche est Zalakomár à 15 km. Le village étant traversé par une route provinciale, la fréquence des bus y est soutenue. Le petit aéroport "Flybalaton" de Sármellék n'est qu'à 12 kilomètres du bourg. (sources Zs.)